# Tantalus Media
 (mars 2020).
Si vous disposez d'ouvrages ou d'articles de référence ou si vous connaissez des sites web de qualité traitant du thème abordé ici, merci de compléter l'article en donnant les références utiles à sa vérifiabilité et en les liant à la section « Notes et références ».
Tantalus Media (anciennement Tantalus Entertainment et Tantalus Interactive) est un développeur de jeux vidéo australien basé à Melbourne. Il a été fondé en 1994 par les programmeurs Andrew Bailey et Trevor Nuridin. Depuis sa création, Tantalus a développé près de 100 jeux et a remporté plusieurs prix de jeux. En mars 2021, Keywords Studios a acquis 85 % de Tantalus Media pour 46,8 millions de dollars américains´.

## Histoire
Initialement, Tantalus a porté des jeux de la PlayStation et de l'arcade sur la Sega Saturn. Son premier titre original était South Park Rally , achevé pour les quatre plates-formes à l'époque en dix-huit mois. Le pipeline rapide a été largement attribué au titre interne existant – 7th Gear. L'équipe de développement de Tantalus a travaillé sur ses premiers jeux portables, développant simultanément ATV Quad Power Racing et Woody Woodpecker : Crazy Castle 5 . Kemco a retardé la sortie de ce dernier jusqu'en juillet 2002, tandis que le titre a vu le retour du réalisateur Trevor Nuridin au codage, prenant le rôle principal dans son développement ; ils ont sorti Space Race , leur premier jeu PS2, la même année. Ils ont utilisé deux moteurs multiplateformes : CRIS pour les ordinateurs de poche, avec un rendu maillé skinné, et le Mercury Engine pour les consoles de nouvelle génération dans ses premières années.
Au milieu des années 1990, Tantalus appartenait en partie au développeur britannique Perfect Entertainment , qui avait obtenu des contrats avec Psygnosis pour le portage de ses jeux PlayStation populaires sur Sega Saturn. Pendant cette période, Tantalus était connu sous le nom de Tantalus Entertainment, mais est revenu à Tantalus Interactive après être devenu indépendant lors de sa séparation de Perfect en 1998. L'investissement privé a ensuite permis à l'entreprise de développer son titre interne 7th Gear au point de pouvoir obtenir un contrat d'Acclaim pour utiliser le moteur de jeu pour un jeu de style "kart" avec la licence South Park. La société a changé son nom pour Tantalus Media en 2007 à la suite d'un rachat par Tom Crago, alors PDG, qui a ensuite immédiatement vendu une action à la société de capital-investissement Netus .  En 2010, après l'achèvement du titre DS & PSP Megamind : The Blue Defender, le PDG Tom Crago a racheté le studio à Netus.
CRIS (Character Render Interactive System) a été développé par le CTO Andrew Bailey à la suite de discussions avec les producteurs du studio Stephen Handbury et Arthur Kakouris pour une utilisation sur Game Boy Advance (GBA). Grâce à une procédure unique, il a pu restituer un maillage 3D sur le système portable. CRIS a été utilisé principalement dans le titre Top Gear Rally .  Tantalus a remporté le prix du « Meilleur jeu » aux Australian Game Developer Awards 2003 à Melbourne .
En plus des jeux vidéo sous licence, le développeur a sorti deux titres originaux, Trickstar et Black Market Bowling . En 2005, Tantalus possédait deux titres IP originaux importants qui n'ont pas réussi à susciter l'intérêt des éditeurs. Metal Shell a été développé en une démo jouable, à l'origine sur PlayStation 2 en 2003. En 2005, de nouveaux concepts et une courte vidéo promotionnelle ont été développés en interne par l'équipe artistique et présentés à l'E3. L'année suivante, il a été promu comme un jeu de type Battlefield 1942 , se déroulant dans le futur. Cependant, la vidéo promotionnelle de 2003 a été vue par les joueurs du producteur du jeu basé à Toronto, le jeu de combat et de course de chars Longbow Digital Arts « Trademarks », et plusieurs problèmes ont été signalés, conduisant à des comparaisons graphiques établies côte à côte. ; ils étaient incroyablement semblables, dans un cas jusqu'à la conception exacte du sprite. Tom Crago a été contacté directement sur la question et a nié toute inférence de copie de Trademarks, bien que Tantalus détienne tous les documents sources de Treadmarks.
Anaka a été présenté pour la première fois comme un titre de saut et de course pour la Game Boy Advance en 2003, alors qu'il n'existait qu'un document contenant des détails vagues. En 2005, un court métrage d'animation a été réalisé avec l'aide d' Act3animation dans le cadre d'un pilote pour la télévision.  En 2006, une démo Nintendo DS tactile uniquement a été créée. Les joueurs pouvaient contrôler le personnage indirectement en touchant l'écran là où ils voulaient qu'ils aillent.
Le titre le plus performant du développeur était le simulateur d'équitation Pony Friends de 2007 pour la Nintendo DS, qui s'est vendu à plus d'un million d'exemplaires, ce qui en fait le jeu monoformat le plus vendu développé en Australie. Les travaux antérieurs sur la PlayStation de Sony développant le titre Mary-Kate et Ashley : Winners Circle and Equestrian 2001 (Midas) avaient donné au studio l'expérience de base et les outils nécessaires pour développer le titre.  En 2008, Tantalus dirigeait deux studios et pendant ce temps, le studio a travaillé sur Cars Race-O-Rama et MX Reflex pour la Nintendo DS et la PSP, ainsi que sur Pony Friends 2 pour la Wii et la Nintendo DS. et Legend of the Guardians : The Owls of Ga'Hoole pour ce dernier système. Peu de temps après l'achèvement de Cars Race-o-Rama en 2009, le studio de Brisbane a commencé à travailler sur le premier titre distribué numériquement de la société, Drift Street International , pour la Nintendo DSi. Pendant ce temps, le bureau de Melbourne a lancé Megamind pour PSP et DS, tout en prototypant également des démos pour Xbox 360, iPhone et PS3.
Au cours du dernier semestre 2009, Tantalus Media a fermé son bureau de Brisbane, tout en licenciant une grande partie du personnel du bureau de Melbourne. Au cours du premier semestre 2010, l'entreprise a été réduite à un effectif de moins de 18, au moment où de nombreux studios de développement australiens fermaient.  Au cours de la décennie qui a suivi, Tantalus a été brièvement rebaptisé Straight Right , a déménagé tout son studio et a subi un certain nombre de changements qui, malgré le maintien de la marque commerciale « Tantalus ».

## Ludographie
La société a développé ou édité plus de 30 jeux parmi lesquels :
- 1995 : Stargate (Super Nintendo)
- 1996 : Wipeout (Sega Saturn)
- 1997 : Wipeout 2097 (Sega Saturn)
- 1999 : South Park Rally (Dreamcast, Nintendo 64, PlayStation, PC)
- 2000 : ATV: Quad Power Racing (PlayStation, Game Boy Advance)
- 2003 : Monster Truck Madness (Game Boy Advance)
- 2004 : Le Pôle express (Game Boy Advance)
- 2006 : MX vs. ATV: On the Edge (PlayStation Portable)
- 2011 : Shift 2: Unleashed (iOS)
- 2012 : Pony Trails (iOS)
- 2012 : Funky Barn 3D (Nintendo 3DS)
- 2013 : Funky Barn (Wii U)
- 2013 : Mass Effect 3 (Wii U)
- 2013 : Deus Ex: Human Revolution Director's Cut (Wii U)
- 2015 : Pony Trails (Android)
- 2015 : Zombi (PlayStation 4, Xbox One, PC)
- 2016 : The Legend of Zelda: Twilight Princess HD (Wii U)
- 2015 : Cities: Skylines 1 (PlayStation 4, Xbox One, PC)
- 2017 : Rime (Nintendo Switch)
- 2017 : Sonic Mania (Nintendo Switch)
- 2017 : Cities Skylines: Snowfall (PlayStation 4, Xbox One, PC)
- 2018 : Cities Skylines: Mod Content (Xbox One)
- 2018 : Cities Skylines: Content Creator Pack (PlayStation 4, Xbox One, PC)
- 2018 : Sonic Mania Plus (Nintendo Switch)
- 2018 : Cities Skylines: Natural Disasters (PlayStation 4, Xbox One, PC)
- 2018 : Cities Skylines: Mass Transit (PlayStation 4, Xbox One, PC)
- 2018 : Cities Skylines: Nintendo Switch (Nintendo Switch)
- 2019 : Cities Skylines: Green Cities (PlayStation 4, Xbox One, PC)
- 2019 : Stellaris (PlayStation 4, Xbox One)
- 2019 : Stellaris: Plantoids (PlayStation 4, Xbox One)
- 2019 : Cities Skylines: Parklife (PlayStation 4, Xbox One, PC)
- 2019 : Stellaris: Leviathans (PlayStation 4, Xbox One)
- 2019 : Jupiter & Mars (PlayStation 4)
- 2019 : Cities Skylines: Industries (PlayStation 4, Xbox One, PC)
- 2019 : Cities Skylines: Campus (PlayStation 4, Xbox One, PC)
- 2019 : Age of Empires II: Definitive Edition (PC)
- 2020 : Age of Empires III: Definitive Edition (PC)
- 2021 : The Legend of Zelda Skyward Sword HD (Nintendo Switch)
- 2024 : Luigi's Mansion 2 HD (Nintendo Switch)